# Гафуров, Изутдин Абдуллаевич
Изутди́н Абдулла́евич Гафу́ров (1901, с. Нижнее Казанище, Дагестанская область — 1943, Печорлаг) — c марта 1932 по ноябрь 1933 года председатель Махачкалинского горсовета.

## Биография
Родился в 1901 г. в с. Нижнее Казанище в семье крестьянина, аварец. Окончил военно-политические курсы в г. Казани (1920 г.), Дагсовпартшколу (1923 г.), курсы РКИ и Коммунистический университет имени Я. М. Свердлова в Москве (1924—1930 гг.). Работал в партийных органах: секретарь Буйнакского учкома, Андийского и Аварского окружкомов партии (1922—1923 гг.), секретарь Хасавюртовского, Буйнакского и Дербентского РК ВКП(б) (1930—1932, 1934—1936 гг.). Последняя должность — заместитель председателя Дагпотребсоюза.
Репрессирован в 1937 году, умер в Печорлаге НКВД в 1943 году.